# Kenny Baker
Kenneth Baker, mais conhecido como Kenny Baker (Birmingham, 24 de agosto de 1934 — Preston, 13 de agosto de 2016) foi um ator britânico, conhecido por ser o homem dentro do R2-D2 na saga de Star Wars. Participou também de Star Wars: Episódio VII - O Despertar da Força, entre mais de uma dezena de filmes.
O ator, que tinha a peculiaridade de ser anão e medir 112 centímetros, morreu em 13 de agosto de 2016, aos 81 anos.

## Filmografia

### No cinema
| Ano  | Título                                          | Papel               | Notas   |
| ---- | ----------------------------------------------- | ------------------- | ------- |
| 1960 | Circus of Horrors                               | Dwarf               |         |
| 1966 | Snow White and the Seven Dwarfs                 | Dopey               |         |
| 1977 | Star Wars                                       | R2-D2               |         |
| 1978 | The Star Wars Holiday Special                   | R2-D2               |         |
| 1978 | Wombling Free                                   | Bungo               |         |
| 1980 | The Empire Strikes Back                         | R2-D2               |         |
| 1980 | Flash Gordon                                    | Dwarf               |         |
| 1980 | The Elephant Man                                | Plumed Dwarf        |         |
| 1981 | Time Bandits                                    | Fidgit              |         |
| 1982 | The Hunchback of Notre Dame                     | Pick Pocket         |         |
| 1982 | Ivanhoe                                         | Jester              |         |
| 1983 | Return of the Jedi                              | R2-D2/Paploo        |         |
| 1984 | Amadeus                                         | —                   |         |
| 1985 | Der Rosenkavalier                               | Baron Och's Retinue |         |
| 1986 | Mona Lisa                                       | Brighton Busker     |         |
| 1986 | Labyrinth                                       | Goblin Corps        |         |
| 1987 | Sleeping Beauty                                 | Elf                 |         |
| 1987 | Poor Little Rich Girl: The Barbara Hutton Story | —                   | Parte 3 |
| 1988 | Willow                                          | —                   |         |
| 1993 | U.F.O.                                          | Casanova            |         |
| 1996 | Vintage Dave Allen                              | —                   |         |
| 1999 | The King and I                                  | Capitão Orton       |         |
| 1999 | Star Wars: The Phantom Menace                   | R2-D2               |         |
| 1999 | Boobs in the Wood                               | Bruce               |         |
| 2002 | 24 Hour Party People                            | Zookeeper           |         |
| 2002 | Star Wars: Ataque dos Clones                    | R2-D2               |         |
| 2002 | The Cage                                        | Merlin              |         |
| 2005 | Star Wars: A Vingança de Sith                   | R2-D2               |         |
| 2006 | The Battersea Ripper                            | —                   |         |
| 2013 | One Night at the Aristo                         | —                   |         |

### Na televisão
| Ano       | Título                                            | Papel                | Notas                                                          |
| --------- | ------------------------------------------------- | -------------------- | -------------------------------------------------------------- |
| 1962      | Man of the World                                  | —                    | Episódio: Specialist for the Kill                              |
| 1975      | Dave Allen at Large                               | —                    | Episódio: 4-36                                                 |
| 1980      | Not the Nine O'Clock News                         | —                    | Episódio: The Outrageously Expensive Not The Nine O'Clock News |
| 1980-1981 | The Goddies                                       | Dwarf/EB-GB          | 2 episódios                                                    |
| 1984      | The Adventure Game                                | —                    | 2 episódios                                                    |
| 1989      | Prince Caspian and the Voyage of the Dawn Treader | Dufflepud            | 3 episódios                                                    |
| 1990      | Ben Elton: The Man from Auntie                    | —                    |                                                                |
| 1991      | The Little and Large Show                         | —                    | 2 episódios                                                    |
| 1992-2007 | Casualty                                          | Charles Isaac/Archie | 2 episódios                                                    |
| 2002      | Swiss Toni                                        | Guyler               | Episódio: Cars Don't Make You Fat                              |